# Via della chinurenina

Metaboliti della via della chinurenina

La via della chinurenina o via delle chinurenine è una via metabolica che porta alla produzione di nicotinammide adenina dinucleotide (NAD+) dalla degradazione dell'amminoacido essenziale triptofano.